# 화이트 베이스
화이트 베이스(' WHITE BASE', 약칭 'WB')는 아니메 '기동전사 건담'에 등장하는 가공의 우주전함, 우주항모 또는 우주 항공전함. 지구연방군 소속의 페가수스급 강습양륙함 2번 함이다. 최종적으로 지구연방 우주군 제2연합함대 제13독립부대에 소속한다. 자브로 도착 전까지는 임시 부대였으나, 자브로에서 임무 위임 대신 공식 부대로 편성해 이후 공식적으로 브라이트 노아 부대장의 지휘 하에 임무를 수행했다. '기동전사 건담'의 주인공들이 탑승하는 함이며, 이야기의 무대이기도 하다. 함적번호는 SCV-70 또는 LMSD-71. 지온군에서는 '목마'라는 별칭으로 호칭한다. 또한 화이트 베이스는 전함급 장갑과 화력을 가졌으나, 공식적으로 화이트 베이스는 전함이 아니다. 야스히코 요시카즈 화백의 '모빌슈트 건담 디 오리진'에서 밝혀진 바, 연방군 내부에서는 강습양륙함으로 분류, 대외적으로는 수송함으로 되어 있다. 실전에서 활약하는 순양함으로는 마젤란급과 사라미스급이 있다.

## 기체해설
지구연방군 소속의 페가수스급 강습양륙함 2번 함이다. 단, 이후 독립적으로 분류되어 화이트 베이스급이라고도 불리고, 우주전함 (SBB), 전영역형 전함, 우주항공모함 (SCV), 우주공격 항공모함 (SCVA), 모빌 슈트탑재 강습양륙함(LMSD), RX 모빌 슈트용 강습양륙함, 모빌 슈트용 양륙함 등으로 분류되는 일도 있어, 1번 함으로 추정되는 일도 많다.
함체 치수·중량에 관해서는 예전부터 여러 설이 혼재하고 있는데, 전체길이는 262m·250m, 전체너비 202.5m·90m·110m, 전체높이 93m·97m, 무게 32000t·68000t 등 여러 설명이 있다.
지구연방군의 우주함으로서는 처음으로 모빌 슈트(MS) 탑재 능력을 가지고, V작전의 RX계획에 의해 건조된 RX-78 건담, RX-77 건캐논, RX-75건탱크등 코어 블록 시스템 채용기를 탑재하는 것을 전제로 하고 있다. 그 때문에 코어 블록 환장 시스템 등 전용 설비가 존재한다.
주포 이외에 연장 메가 입자포 2기 (계 4문) 등을 장비하고 있다. 주포, 메가 입자포 모두 종전의 위력을 능가하고 있다. 52센티라고 하는 역사상 최대의 구경을 가지는 주포의 화력은 종래의 우주전함 등과 비교할 때 강력해서, 탄두 중량 2톤, 최대사정 70km (지상)에 달했다. 단 위력이 지나치게 강해 반동이 크기 때문에, 사용 시에는 다른 화포의 사용을 제한할 필요가 있었다. 반면에 그 이외는 사정이 짧은 근접 전투 병기뿐이며, 부포는 없고, 2연장 기관포 18기와 미사일 런쳐 32기로 되어 있기 때문에, 방위는 모빌 슈트에 의지해야 했다.
토미노 요시유키(富野由悠季)에 의하면, 화이트 베이스라고 하는 존재는, 전쟁 초기의 패퇴로 생산력이 격감한 상태의 연방군이 단함 다용도를 추구한 나머지, 화력은 전함 이하, 속력은 고속정 이하, 물자 수송 능력은 수송기 이하라는 어중간한 함을 만들어 버린 결과라고 한다.
탑재하는 MS의 성능은 높아, 이 MS도 탑재 화기의 역할을 맡고 있었다. 이 방식은 군부로서는 결과적으로 만족할 수 있는 것이었기 때문에, 뒤에 아가마급이나 라 카이람급 등, 비슷한 방식을 취한 함이 만들어졌다.
또, 대단히 특징적인 기능으로서, 미노프스키 크래프트 시스템에 의해 대기권 내를 부상 항행 가능한 것 이외에, 단독으로 대기권 돌입·이탈이 가능하다. 이 기능은 이전·이후의 지구연방군 함에는 대부분 이어지지 않고 있다.
그 밖의 기능으로는, 함 전체가 주 선체, 엔진, 함재기 운용 구획 등으로 블록화되어 있어, 부분 부분을 떼어버리는 것이 가능하다 (단기간에 탑재기가 우주전투기로부터 MS로 대폭적으로 설계 변경이 된 것이나, 아 바오아 쿠에서 엔진이 파손했을 때에 엔진을 떼어버릴 수 있었던 것은 이 기능이 있었기 때문이다. 그 결과, 좌초해 항행 불능에 빠졌지만). 또, 양현에 캐터펄트를 가지고, 그 외관이 말이 네 다리를 앞뒤로 편 모양을 닮았기 때문에, 지온공국|지온공국군에게서는 ' 목마' (일설에 의하면 트로이 목마)라는 코드네임으로 부르고 있었다.
또, 본함은 함교의 넓이나 충실한 중력 블록으로 보아, 원래 함대 기함으로서 설계된 것이 아닐까라는 지적이 있다. 화이트 베이스의 제1함교는 넓이가 뒤에 건조된 알비온의 3배나 되는 것이 근거로 제시된다.
함적번호 (헐 넘버)는 '모빌 슈트 배리에이션' (MSV)에 의하면 'SCV-70'이며, 일반적으로는 이쪽이 사용되고 있지만, 이것은 우주 항공모함 혹은 우주 공격 항공모함으로서의 번호다. 코단샤(講談社) 발행의 서적 '기동전사 건담 MSV 컬렉션 파일 우주편' (1999년)에 의하면  LMSD-71로 추정되지만, 이것은 모빌 슈트 탑재 강습 양륙함으로서의 번호다. 또, 7번 함 알비온의 함적번호 MSC-07인 것에서  MSC-02이 아닐까라고 추측되는 일도 있지만, 이것은 어디까지나 속설에 지나지 않고, 명확히 기술된 자료는 없다.

### 개발 경위
V작전에 의해 건조되었다고 추정되고 있지만, '모빌 슈트 배리에이션'등에 의하면 조금 다른 것 같다.
일 년전쟁 개시 이전, 지구연방군의 첫 우주 항공모함 (SCV) 개발 계획인 'SCV-X계획'이라는 계획에서부터 시작되며, 당초, 탑재될 예정이었던 기종은 FF-S3 세이버 피쉬 항주 전투기 12기였다고 한다. 'SCV-X계획'에서는, 복수의 개발 계획을 진행시키는 것이었던 모양이고, 그중의 'SCV-27계획' 혹은 'SCV-27A 계획'이 채용된다. 그 계획의 1번 함으로서 건조된 것이, 화이트 베이스라고 한다. 또 한때, 의회 통과를 위한 위장으로서 우주전함 (SBB)으로 분류되고 있었지만, 기공시에 RX모빌 슈트용 강습 양륙함 혹은 모빌 슈트 탑재 강습 양륙함 (LMSD)으로 종별이 변경되었다고 추정된다. 게다가 준공 시에 우주공격 항공모함 (SCVA)로 변경되었다고 하는 설명도 있다.
'SCV-27계획' 혹은 'SCV-27A 계획'의 함선 건조는, 0077년도 전력 정비 계획으로 승인. 우주세기 0078년 2월에, 자브로 A블록 1호 도크에서 기공된다 (0079년 기공 설이 있고,또한, 건조된 도크는 불분명하다는 설도 있다). 다음 해인 0079년 1월에 시작된 일 년전쟁의 초기의 대패로 인해서 V작전이 발동되어, 본함은 우주전투기가 아니고, 모빌 슈트의 운용을 전제로 한 함으로 계획이 변경되어, 같은 해 4월에 개수. 진주(進宙)는 7월. 준공은 9월 1일이다.
본 함급은 '모빌 슈트 배리에이션'에서는 화이트 베이스급이지만, 공식설정에서는 페가수스급으로 추정되고 있다. 페가수스 (함적번호:SCV-69)의 기공은 거의 같은 시기이며, 본래, 페가수스의 쪽이 먼저 복역할 예정이었다. 그러나, 엔진 부분의 설계에 문제가 발견되고, 페가수스는 그 개수에 의해 건조가 대폭 늦어버렸다. 화이트 베이스는 약간 후에 기공된 것에 의해, 건조가 거기까지 나아가지 않고 있었기 때문에 사전에 회피할 수 있었고, 결과적으로 페가수스보다 1주일 빨리 준공될 수 있었다. 즉, 기공 순을 따르면 페가수스가 1번 함, 화이트 베이스는 2번 함이 되고, 준공 순을 따르면 화이트 베이스가 1번 함, 페가수스는 2번 함이 된다. 이 복잡한 설정의 경위는, 애니메이션 묘사 상으로는 1번 함인 화이트 베이스를 뒤에 페가수스급이라고 설정해 버렸기 때문인데, 네임 쉽과 1번 함 함명이 다르다는 모순을 회피하기 위해서, 나중에 설정을 추가했기 때문이다.
한편, 이 엔진 부분의 문제는 완전히는 해결되지 않고, 화이트 베이스는 이 부진으로 크게 고생하였다. 전투 중의 작은 충격에도 엔진 고장·출력 저하의 문제가 발생한 것이다. 그 때문에, 페가수스급 (SCV계통)은 3번 함으로 일단 중단, 4번 함 이후는 대폭 설계를 변경한 준 화이트 베이스급 (개량형 페가수스급, SCVA계통)로서 건조를 계속했다고 추정된다. 후지 급 하이랜드의 극장 어트랙션 'GUNDAM THE RIDE' (2000년)에 의하면, 페가수스급 5번 함으로 추정되는 SCV-73 블랑 리발이 설정되어, SCV계통도 건조가 계속되고 있다.

### 고안 경위
본 선의 디자인은 원래 '무적강인 다이탄3'의 게스트 메카닉 '프리덤 포트리스'로서 디자인된 물건을 유용한 것이다. 총감독인 토미노 요시유키(富野由悠季)는 당초는 더욱 현실성을 전면에 내세워서 검정을 기조로 한 수수한 배색으로 하려고 생각하고 있었지만, 스폰서의 명령으로, 화려한 색으로 하도록 지시 받아서 할 수 없이, 트리 콜로르 컬러로 했다고 한다.
종래의 로봇 애니메이션과 일선을 그은 리얼한 과학 고증으로 평판 받았던 '건담'에서, 본선이 충분한 양력이나 수직분사도 없이 공중을 비행하고 있는 모순이 지적되어, 뒤에 서적 '건담 센추리'에서 이것을 해결하는 설정으로서 미노프스키 크래프트가 고안되고, 나아가서는 미노프스키 물리학의 여러 설정으로 발전하게 되었다.
토미노(富野)는 '저런 전함, 현실에는 있을 리가 없습니다'라고 코멘트 하고 있다. 또, 같은 경위에서 트리 콜로르가 된 건담의 컬러링에 대하여도 불쾌감을 내보이고 있다. 더욱이 토미노는 이야기 안에서 움직여 가는 동안에 '이 형상의 전함을 비행시키면, 어떻게 생각해도 전투기에게 간단히 격추되어버린다'라는 것을 알아차리고, 현실감 없음을 통감하고 있었다고 추정된다.
TV 온에어 종료 직전, '월간 아니메쥬' 1979년 12월호지 상에서, '우주전함 야마토와 어느 쪽이 강합니까? '라고 하는 독자로부터의 질문을 받은 토미노는, '파동포만 피할 수 있다면, 화이트 베이스가 강한 것이 뻔합니다'라고 대답했다. 또, 목마형의 기묘한 디자인에 착안한 '최종회에서 거대 로봇으로 변형하는 것 아닌가? '라는 질문에는, '그건 텔레비전 만화를 지나치게 본 겁니다. 건담 이외는 보지 말아 주십시오 (웃음)'하고 대답했다.

## 화이트 베이스 대
화이트 베이스는 원래, 함 자체의 소속이 미결정이었다. 그 때문에 소속 부대는, 함명에서 기인해 화이트 베이스 대로 편의상 불리게 되었다. 이 명칭은 제13독립부대로 소속이 결정된 후에도 그대로 속칭으로서 사용되었다.
그들은 정규 군인이 아니고, 대부분이 민간인 소년소녀였다. 또한 사이드7에 입항했을 때의 정규병 대부분이, 샤아가 거느린 부대에 의한 공격과 그 후의 추격에 의해 부상 혹은 사망했기 때문에, 출항 후에 함의 중심이 된 브라이트 노아나 류우 호세이 등 군인이었던 사람들도 사관 후보생이나 훈련 중의 견습병이다. 그 구성으로 그들이 올린 전과로 인해 연방·지온 쌍방에서 '뉴 타입 부대'라는 소문이 돌았다.

### 대원
함장
- 파올로 카시어스 중령 (사이드7의 전투에서 부상, 루나 투에 기항 후, TV판은 사망, 극장판은 정양 때문에 함을 내림, 만화 디 오리진에선 애니와 동일하게 루나 2에서 사망)
- 브라이트 노아 소위→중위 (극장판에서는 최종적으로 대위) (사관 후보생. 디오리진에서는 사이드 7 입항시부터 중위)

파일럿
- 아무로 레이 상사 (극장판은 소위): 건담, 코어 파이터, 건캐논, 건탱크
- 카이 시덴 병장 (극장판은 소위): 건캐논, 건탱크,건페리
- 조브 존 (파일럿 후보생): 건캐논, 건탱크 (디 오리진에서 하사)
- 슬레거 로우 중위 (정규 파일럿): 코어 부스터 (G파이터) ※쟈부로에서 보충병으로서 착임. 이후 전투에서 코어부스터에 탑승, 전투 중에 사망
- 세일라 마스 하사→준위 (극장판은 소위) (통신사에서 배치전환):코어 부스터 (G파이터), 건담
- 하야토 코바야시 병장 (극장판은 하사): 건탱크, 건캐논, 코어 파이터, 건페리, G파이터, G스카이 이지
- 류우 호세이 소위 (전사 후, 대위) (파일럿 후보생): 건탱크, 건캐논, 코어 파이터

브리지 요원
- 오스카 더블린 (오퍼레이터)*반마스(부조종사)
- 프라우 보우 이등병 (극장판은 상병) (통신사)
- 마커 크란 (오퍼레이터. 디 오리진에서 마키라고 호칭되나, 오타 혹은 별칭으로 추정)
- 미라이 야시마 소위 (조종사)

메카닉
- 오무르 항 상사 (메카닉 치프)
- 칼
- 하워드
- 훔라우
- 맥시밀리언

기타
- 키무라
- 산마로(위생병)
- 타무라(요리장)
- 마사키(간호병)
- 로울

민간인 등
- 카츠 하윈
- 키카 키타모토
- 레츠 고 팬
- 하로 (아무로 자작) 페트 로보트

### 함재기
- RX-78 건담
  - 화이트 베이스에 탑재될 예정이었던 건담은 원래 2기 혹은 3기 (6기 설 있음)였지만, 사이드7 조우전에서의 손실에 의해, 2호기 1기만이 탑재되었다 (1호기는 대파, 3호기는 중파였기 때문에 운용은 불가능했다). 기체번호는 WB102이라고 추정된다. 이 기체는, 일반적으로는 RX-78-2 사양의 2호기로 추정되지만, 뒤에 RX-78-2 혹은 RX-78-3 사양의 3호기 (G-3건담)로 바뀌어 탑재되었다는 설도 있다. 그러나, 이것은 2호기에 마그넷 코팅이 이루어진 것에 의해 RX-78-3 사양에 가까운,혹은 RX-78-3 사양 바로 그것으로 만들어진 것으로부터 온 오해로 추정된다.
- RX-77 건캐논
  - 화이트 베이스에 탑재될 예정이었던 건캐논은 원래 2기, 4기 혹은 6기였지만, 사이드 7 조우전에서의 손실에 의해, 1기만이 탑재되었다. 기체번호는 C108이다. 이 기체 (C108)는 적어도 1호기가 아니다고 생각된다 (1호기는 RX-77-1A 건캐논A로 다시 개수된 것으로 추정되기 때문). 예전에, 이 기체가 RX-77-1 사양인지 RX-77-2 사양인지는 잘 알려지지 않았고, 그 때문에 이 기체를 RX-77-1이라고 기술한 자료도 다수 존재했지만, 현재에 와서는 RX-77-2 사양이었던 것이 밝혀져 있다. 그 때문에, RX-77-1은 그 모습이나 사양은 완전히 불명으로 추정되게 되었다. 그러나 디 오리진에서는 화이트베이스에 구형 머니퓰레이터를 장착한 RX-78-01이 다수 탑재되어 있던 것으로 나오나, 디 오리진은 01이 0078년부터 양산된 것으로 되어 있어 전혀 별개의 설정으로 보아야 한다.
  - 또한, 쟈부로에의 귀항시에 기체번호 C109의 기체가 1기 추가되었다고 추정되고, 그 후의 우주전에서는 계 2기로 운용되었다로 추정된다. 단 이것은 극장판에 의한 설정이며, TV 애니메이션 판에서는 이런 보충은 없다. 극장판에서는, 자브로를 출항할 때 우주전에는 건탱크보다 건캐논이 적절하다는 판단 하에, 적재되어 있던 건탱크를 하선, 1기의 건캐논을 추가 적재한 것으로 되어있다. 이 건캐논에는 하야토 코바야시 하사가 탑승했다.
  - 건캐논은 외부 장갑에 108,109라고 넘버링이 마킹되어 있다.
- RX-75 건탱크
  - 원래 2기, 3기, 4기, 6기 혹은 8기 예정이었다고 추정된다. 형식번호는 일부 자료에 따르면 RX-75-4라고 추정된다. 그러나, 일설에 의하면 류 호세이 중사의 전사 후, 하야토 코바야시 하사 혼자 조종하기 위해 1인승으로 개장되었을 때에 형식번호의 변경도 이루어졌다고 추정되지만, RX-75-4이라고 하는 것이 개장 전과 개장 후 중 어느쪽 상태를 가리키는 것인지는 불분명하다.
  - 또한, 쟈부로에의 귀항시에 내려져, 대신 건캐논C109이 보충되었다고 추정된다. 이것은 극장판에 의한 설정이며, TV 애니메이션 판에서는 하선되지 않고, 다른 기체와 함께 우주공간에서의 전투에 참전. 통칭 '뉴 타입 부대'의 일익을 계속해서 담당했다.
- 건페리(파일럿- 카이 시덴 병장/소위 외)
- FF-X7 코어 파이터
- FF-X7-Bst 코어 부스터
- G파이터 (G메카)
- 란치 (스페이스 란치)

틀:스포일러 주의

## 극중에서의 활약
이하의 내용은 코단샤(講談社)에서 발행된 서적 '기동전사 건담 공식백과사전 GUNDAM OFFICIALS'을 따르고, 원칙적으로 극장판을 본설, TV 애니메이션 판을 이설로서 기술했다.
우주세기 0079년 9월 1일, 쟈부로에서 준공. 같은 해 9월 15일, 파올로 카시어스 함장 지휘 아래, 테스트를 겸해 루나 투를 향해서 출항하고, 일설에 의하면 9월 17일에 기항. 그리고 탑재할 RX 타입 모빌 슈트를 수령하기 위해서, 9월18일, 사이드7 1번지 (반치/Bunch/番地) 에 입항했다. 이야기는 여기서부터 시작된다.
9월 15일의 대기권 돌파 시, 지온 공국군의 샤아 아즈나블 소령이 거느린 특무부대에 발견되어 버려, 뿌리치려고 노력하나 결국, 포착된 채 사이드7에 입항해 버린다. 입항 직후, 동 소대에 의한 강습을 받고, 파올로 카시어스 대령은 부상. 그 후는 브라이트 노아 사관 후보생이 함장 대행을 맡는다. 동시에 파일럿을 포함한 정규사관도 대부분이 전사 또는 부상해 버렸기 때문에, 하사관이나 훈련병, 사이드7로부터 피난해 온 민간인 등에 의해 잠정적으로 운용되게 된다. 탑재할 예정이었던 모빌 슈트도 다수가 파괴되거나, 파기 하지 않을 수 없게 되어, RX-78 건담, RX-77 건캐논, RX-75 건탱크를 각각 1기씩 수용하는 것이 겨우였다. 또, 이 때, 역사상 처음으로 모빌 슈트끼리의 전투가 행하여졌다 (사이드7 조우전).
그리고, 아무로 레이 등의 활약에 의해, 예정보다 30분 늦지만 9월 18일 중에 출항. 추격을 받으면서도 9월 20일, 루나 투에 입항한다. 그 때, 다시 샤아 아즈나블에 의한 습격을 받고, 파올로 카시어스는 전사하고, 우주장이 치러졌다. 9월 22일, 루나 투 사령관 와케인 소령의 명에 의해, 살라미스급 순양함 1척 (함명은 마다가스카르라는 설 있음)과 함께 쟈부로를 향해서 출항한다. 9월 23일, 대기권에 돌입하지만, 그 때 샤아 아즈나블에 의한 추격을 받고, 쟈부로가 있는 남아메리카가 아니고 지온 공국군 점령 하의 북아메리카에 돌입해 버린다. 그 후는 전투력 부족이나 추진 엔진력 부진 때문에 바로 남진해서 남아메리카로 향하지 못하고, 중간중간 레빌 장군이 파견한 마틸다 아쟌 중위가 인솔하는 제136 보급 부대의 지원을 받으면서 서진하며, 탑재 병기의 성능이나 파일럿의 능력 덕분에 수 많은 전과를 올리게 된다.
10월 4일, 시애틀에서 지온 공국 지구 방면군 사령관인 가르마 자비 대령 휘하의 기동대대와 교전하고, 이것을 섬멸. 가르마 자비는 전사한다. 그 후, 가르마 자비의 잔당이나 람바 랄 대에 의한 습격을 받으면서도 계속 서진해, 태평양을 횡단하고, 10월 10일, 로브 호수 부근에 도착 (이설에서는, 10월7일에 일본의 산엔 지방에 도착했다고 추정된다). 레빌 장군의 명에 의해 오데사(Odessa) 작전에 참가하기 위해서, 중앙 아시아로 진로를 잡는다. 11월 2일, 레빌 장군에게 카스피해를 건너도록 지시받지만, 그것을 따르지 못하고 중앙 아시아를 항진 중, 코어 부스터 (이설에서는 건담용 지원 부품 'G파이터') 1기를 보충 받는다. 11월 5일, 몇 번인가 교전해 온 람바 랄 대를 결국 격파하고, 람바 랄 대위는 전사한다. 그 후, 람바 랄 대의 잔당과 전투하고, 류우 호세이가 전사한다. 11월 9일에는 검은 삼연성과 교전 (이설에서는 11월 6일에 첫교전)하고, 격파한다. 검은 삼연성, 마틸다 아쟌은 전사. 또한, 이설에서는 지온 공국 지구 방면군 유럽 방면 지휘관 마 쿠베 대령이 발사한 수폭 미사일을 건담이 요격했다.
11월 18일, 벨파스트(Belfast)에 입항한다. 11월 19일, 21일에 지온 공국군의 26 잠수전대 (프라나간 대)로부터 2번에 걸친 습격을 받지만 이것을 격파. 프라나간 분, 미하루 라토키에 전사. 11월 21일 심야에 벨파스트 (Belfast)를 출항한다. 대서양을 횡단해 11월 27일, 결국 쟈부로에 입항했다. 사실은 11월 22일부터 매트앵글러 대에게 추격받고 있었기 때문에, 이 입항으로 쟈부로의 위치가 지온 공국군에 노출되어 버렸다. 11월 30일, 지온 공국군에 의한 자부로 공략전이 행하여진다. 화이트 베이스의 승무원도 참가하고, 매트앵글러 대의 샤아 아즈나블 대령과 건담이 교전. 또한, 매트앵글러 대가 모빌 슈트 공장에 장치해 놓았던 폭탄을 화이트 베이스의 승무원이 철거했다.
쟈부로에서 지구연방 우주군 제2 연합 함대 (통칭 티안무 함대) 제13 독립 부대로 소속이 결정되어, 승무원의 정식임관이나 승진이 이루어졌다. 여기서 화이트 베이스는 대폭적인 개수를 받았다 (이설에서는 메가 입자포는 횡연장으로부터 종연장으로 바꿔달아졌다고 추정되기도 한다). 또 그 때, 쟈부로의 도크에서 건조 중이었던 페가수스급 6번 함 'SCVA-74' (명칭 미정, 일설에 의하면 후의 스탈리온)은 화이트 베이스의 집중 수리를 위한 부품 확보를 위해서 건조를 중지하고, 그대로 종전까지 방치되었다 (건조가 계속되었는 설도 있다). 이 때 코어 부스터 (이설에서는 G파이터) 1기와, 보충 인원으로서 슬레거 로우 중위가 탑승하게 된다. 또, 이 때에 건탱크를 하선하고, 건캐논 C109을 보충하고 있다 (이설에서는 건탱크를 하선시키지 않고, 건캐논 C109도 보충되지 않고 있다).
12월 2일에 미끼 함 4척 중 하나로서 쟈부로를 출항하고, 루나 투의 와케인 소좌와 합류하기 위해서 다시 우주로 향한다 (일설에 의하면 13일). 12월 4일, 지온 공국군의 카멜 함대와 교전해 전멸시킨다. 카멜 함대장 드렌 대위 전사. 그 후, 사이드6의 파루다 콜로니에 입항한다. 12월 5일 미명에 출항하고, 지온 공국군의 콘스콘 함대와 2번 교전. 전멸시킨다 (콘스콘은 전사).
그리고 사이드5의 텍사스 콜로니 부근에서 와케인 소령이 인솔하는 제3함대와 합류. 12월 24일, 솔로몬 공략전에 참가. 슬레거 로우 중위가 빅 잠에게 자살 공격을 해 전사하지만, 건담에 의해 빅 잠은 격파. 빅 잠에 탑승하고 있었던 도즐 자비중장은 전사했다.
12월 30일, 아 바오아 쿠 공략전에 참가하기 위해서 집합 지점을 향하지만, 솔라 레이에 의해 연방 함대는 그 3분의 2을 손실 (솔라 레이 조사). 뒤늦게 도착한 화이트 베이스는 마젤란급 전함 루잘을 기함으로 하는 제1대대에 편입되어, 연방 함대 재집결의 표식으로이용된다. 재집결 후, 연방함대는 아 바오아 쿠로 향하고, 12월31일, 화이트 베이스는 좌현 엔진에 직격을 받고, 아 바오아 쿠에게 불시착, 곧이어 우현 엔진도 릭 돔의 자이언트 바주카에 의해 파괴되어, 항행 능력을 완전히 잃는다. 승무원은 함을 요새 삼아 백병전을 계속한 후, 란치로 총원 퇴거. 그들이 지켜보는 동안 화이트 베이스는 대폭발을 일으키고, 완전한 함체 파괴, 상실에 이르렀다. 전후 항적이 말소된다.
화이트 베이스의 승무원은 백병전을 행한 후, 란치로 아 바오아 쿠를 탈출하고, 일설에 의하면 페가수스급 강습 양륙함 블랑 리발,혹은 살라미스급 순양함 필라델피아에 회수되어, 월면 그라나다에 도착한다. 그들은 그 후, 지구연방정부에 의해 영웅으로서 추대되게 된다.

### 소설판
토미노 요시유키 (富野由悠季)의 소설 '기동전사 건담'에서는, 화이트 베이스급 강습 양륙함 1번함 페가수스로서 등장한다 (2번함이 '페가수스 주니어', 3번함이 '써러브레드').
사이드7 기항 시에 건담3기, 건캐논3기가 반입될 예정이었지만, 자쿠의 습격에 의해, 실제로 탑재된 MS는 건담1기, 건캐논 2기였다.
애니메이션 판과는 달리, 지구에 내리지 않은 채 전전하며 (가루마의 가우와도 우주에서 교전한다), 스페이스 콜로니 '텍사스'에서 건담 2호기는 격파, 페가수스도 침몰한다. 그 후, 페가수스의 생존자는 달의 지구측에 있었던 연방군 기지 '프론트 백'에서 재편성된 '제127독립 전대'의 중핵으로서, 화이트 베이스급 2번함 '페가수스 주니어 (페가수스J)' (함명은 페가수스를 따라서 명명)에 배속되어, 짙은 그레이로 도장되고 마그넷 코팅 처리를 한 건담 3호기 (식별 번호 G3) 및 페가수스로부터 이어받은 건캐논 'C-108' 'C-109', 우주전투기 토마호크 12기, 수반함으로서 살라미스급 순양함 '키프로스' '그레이덴', 짐 2기를 부여받았다.
제127 독립 전대는 솔라 레이 조사에 의해 레빌 지휘 하의 연방군 주력이 괴멸한 후, 코레히돌 암초 공역의 전투에서 '키프로스', '그레이덴', 건담, 건캐논 C-109을 잃으면서도, 퀴시리아와 샤아에 협력해서 퀴시리아가 좌승한 전함 '즈와멜'과 함께 지온 본국을 급습하고, 샤아와 함께 지온 공화국을 건국, 지온 공화국군의 중핵으로서 머물렀다로 추정된다.
이 설정은 뒤에 '모빌 슈트배리에이션'에 받아들여져, 회색의 건담 3호기는 G-3 건담으로, 페가수스J는 화이트 베이스 Jr. (화이트 베이스 주니어, 함적번호:SCV-71)가 되었다. 소설판과 애니메이션 판에서는 페가수스와 화이트 베이스의 입장이 다르기 때문에, 이쪽에서는 화이트 베이스를 따라서 명명되었다는 설정으로 여겨졌다. 또, '모빌 슈트 배리에이션'에서 페가수스급이 아니고 화이트 베이스급이 옳다고 여겨지고, 화이트 베이스가 1번함, 페가수스가 2번함으로 추정되고 있는 것도 소설판의 영향이다.

### 기동전사 건담 THE ORIGIN
야스히코 요시카즈 (安彦良和)의 만화 '기동전사 건담 THE ORIGIN'에서는, 화이트 베이스는 보급함 (정확하게는 보급함으로 위장한 군함)으로서 등장한다. 이쪽도 기본적으로 애니메이션 판에 가까운 경위를 걷지만, 태평양을 횡단하지 않고 미국 서해안을 남하해서 쟈부로로 들어 가는 점이 크게 다르다.
그 후, 쟈부로에서 대폭적인 개장이 행하여져, 본래의 모습인 페가수스급 우주전함 1번함 페가수스로서 재준공한다. 다시 말해, 본작에 있어서는, 화이트 베이스와 페가수스는 동일한 함이 된다. 또, 화이트 베이스의 활약에 의해 전함으로서의 유용성을 인정 받아, 화이트 베이스가 쟈부로에 도착한 시점에 2번함, 3번함도 이미 착공되고 있었다. 그 후, 1개월 사이에 7번함 알바트로스까지의 건조가 확인되고 있다. 오데사(Odessa) 작전 시작 시에는 취항해 있었던 동형함이 여럿작전에 참가하고 있다 (본작은 오데사 작전이 쟈부로전 뒤로 변경).

## 같이 보기
- 건담 시리즈에 등장하는 병기 목록

다른 페가수스급 병기
- 써러브레드 (기동전사 건담 외전 우주, 섬광의 끝에…, 기동전사 건담 전기)
- 그레이 팬텀 (기동전사 건담 0080 주머니 속의 전쟁)
- 블랑 리발 (지오닉 프론트 기동전사 건담 0079)
- 화이트 베이스II (기동전사 건담 C. D. A. 젊은 혜성의 초상)
- 알비온(Albion) (기동전사 건담 0083 STARDUST MEMORY)
- 개량 슬레이프닐 (NIGHT=HAWKS!)